# 莖端平歧脊沫蟬
莖端平歧脊沫蟬（学名：Jembrana kankonis）为尖胸沫蟬科歧脊沫蟬屬下的一个种。